# Manhattan Design
Manhattan Design byl kolektiv zabývající se grafickým designem. Působil v New Yorku v letech 1979 až 1991 a založili jej Pat Gorman, Frank Olinsky a Patti Rogoff. V roce 1981 kolektiv navrhl logo televizního kanálu MTV. Kromě toho se zabýval navrhováním bookletů hudebních nosičů, plakátů, knih a časopisů. Studio navrhovalo obaly nosičů pro hudebníky, jako byli například Was (Not Was), Junie Morrison, The Reddings, Billy Idol či John Cale.